# (3703) Volkonskaya
(3703) Volkonskaya – planetoida z pasa głównego.

## Odkrycie
Planetoida została odkryta 9 sierpnia 1978 roku w Krymskim Obserwatorium Astrofizycznym w Nauczny na Krymie przez rosyjskich astronomów Ludmiłę Czernych i jej męża Nikołaja Czernycha. Nazwa planetoidy pochodzi od Maryi Nikolajewnej Wolkonskiej (1805–1865), księżniczki, która dobrowolnie ze swoim mężem dekambrystą pozwoliła zesłać się na Sybir. Przed jej nadaniem planetoida nosiła oznaczenie tymczasowe (3703) 1978 PU3.

## Orbita
Orbita (3703) Volkonskaya nachylona jest do płaszczyzny ekliptyki pod kątem 6,73°. Na jeden obieg wokół Słońca ciało to potrzebuje 3 lat i 205 dni, krążąc w średniej odległości 2,33 j.a. od Słońca. Mimośród orbity tej planetoidy to 0,13.

## Właściwości fizyczne
(3703) Volkonskaya ma średnicę 3,73 km. Jej jasność absolutna to 14,3m. Okres rotacji szacuje się na ok. 3 godziny i 14 minut.

## Księżyc planetoidy
Na podstawie obserwacji zmian jasności krzywej blasku (3703) Volkonskaya zidentyfikowano w pobliżu tej asteroidy naturalnego satelitę. Odkrycia tego dokonano w 2003 roku. Satelita ten ma średnicę ok. 1,2 km. Składniki obiegają wspólny środek masy w czasie ok. 24 godzin, znajdując się w odległości ok. 11,5 km od siebie.
Satelita ten został tymczasowo oznaczony S/2003 (3703) 1.